# Holocentropus insignis
Holocentropus insignis är en nattsländeart som beskrevs av Martynov 1924. Holocentropus insignis ingår i släktet Holocentropus och familjen fångstnätnattsländor. Arten är reproducerande i Sverige. Inga underarter finns listade i Catalogue of Life.